# Bitwa pod Ueno

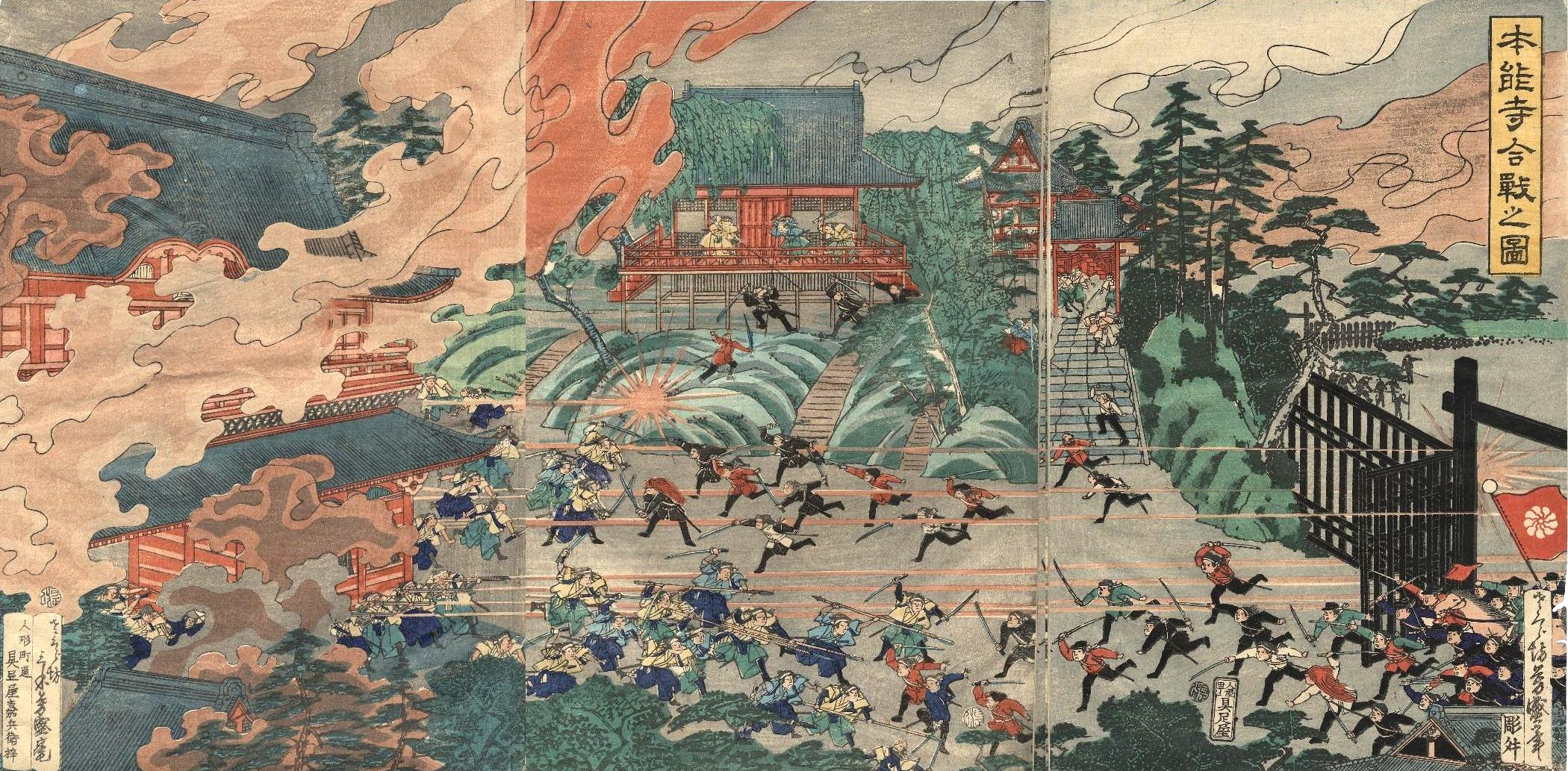
Atak na świątynię: siły siogunatu po lewej, w strojach samurajskich, wojska imperialne w nowoczesnych mundurach po prawej; czerwone czapy shaguma identyfikują żołnierzy Tosy

Bitwa pod Ueno (jap. 上野戦争 Ueno sensō) – starcie zbrojne, które miało miejsce 4 lipca 1868 roku w trakcie wojny boshin pomiędzy stronnikami siogunatu (shōgitai), dowodzonymi przez Seiichirō Shibusawę i Hachirō Amano a poplecznikami cesarza.

## Wstęp
Choć siły siogunatu składały się głównie z byłych poddanych rodu Tokugawów i mieszkańców pobliskich prowincji, niektóre domeny poparły sioguna – wśród nich znalazły się: Takada, Obama, Takasaki oraz Yūki.
Przeciw nim stanęły połączone wojska domen: Chōshū, Ōmura, Sadowara, Hizen, Chikugo, Owari, Bizen, Tsu, Inaba oraz Higo, dowodzone przez generała Masujirō Ōmurę.
Shibusawa i Amano początkowo dysponowali 2 000 ludzi w Ueno, mającymi bronić Yoshinobu Tokugawę, znajdującego się w dobrowolnym areszcie w świątyni buddyjskiej Kan’ei-ji, oraz księcia Yoshihisę Kitashirakawę, opata świątyni i przyszłego, dynastycznego przywódcę siogunatu mianującego się "cesarzem Tōbu".
Ze swojego obozu shōgitai nękali mniej liczne siły cesarskie atakami podjazdowymi, siejąc zamęt w Edo i zmuszając do natarcia.

## Bitwa
Shōgitai zajęli pozycje wokół świątyni oraz chramu Nezu. Po rozpoczęciu bitwy siły Satsumy, dowodzone przez Takamoriego Saigō zaatakowały frontalnie bramę, jednak zostały odparte przez liczniejsze wojska wierne siogunowi, ponosząc znaczne straty. Strategiczny pat został przełamany, dopiero gdy siły domeny Tosa złamały opór na tyłach przeciwnika, do czego przyczyniło się użycie haubic Armstronga oraz karabinów Enfielda-Snidera.

Dzięki wystarczającym przygotowaniom szybko poradziliśmy sobie [z wrogiem], co jest niezwykłą i ogromną radością.

.
 
Książę Yoshihisa Kitashirakawa uciekł i dostał się na okręt wojenny Takeakiego Enomoto "Chōgei-maru". Sanosuke Harada, dowódca oddziałów Shinsengumi dołączył do shōgitai i zginął niebawem w bitwie. W potyczce zginęło około 300 popleczników siogunatu; spalono także około 1000 domów.

## Galeria

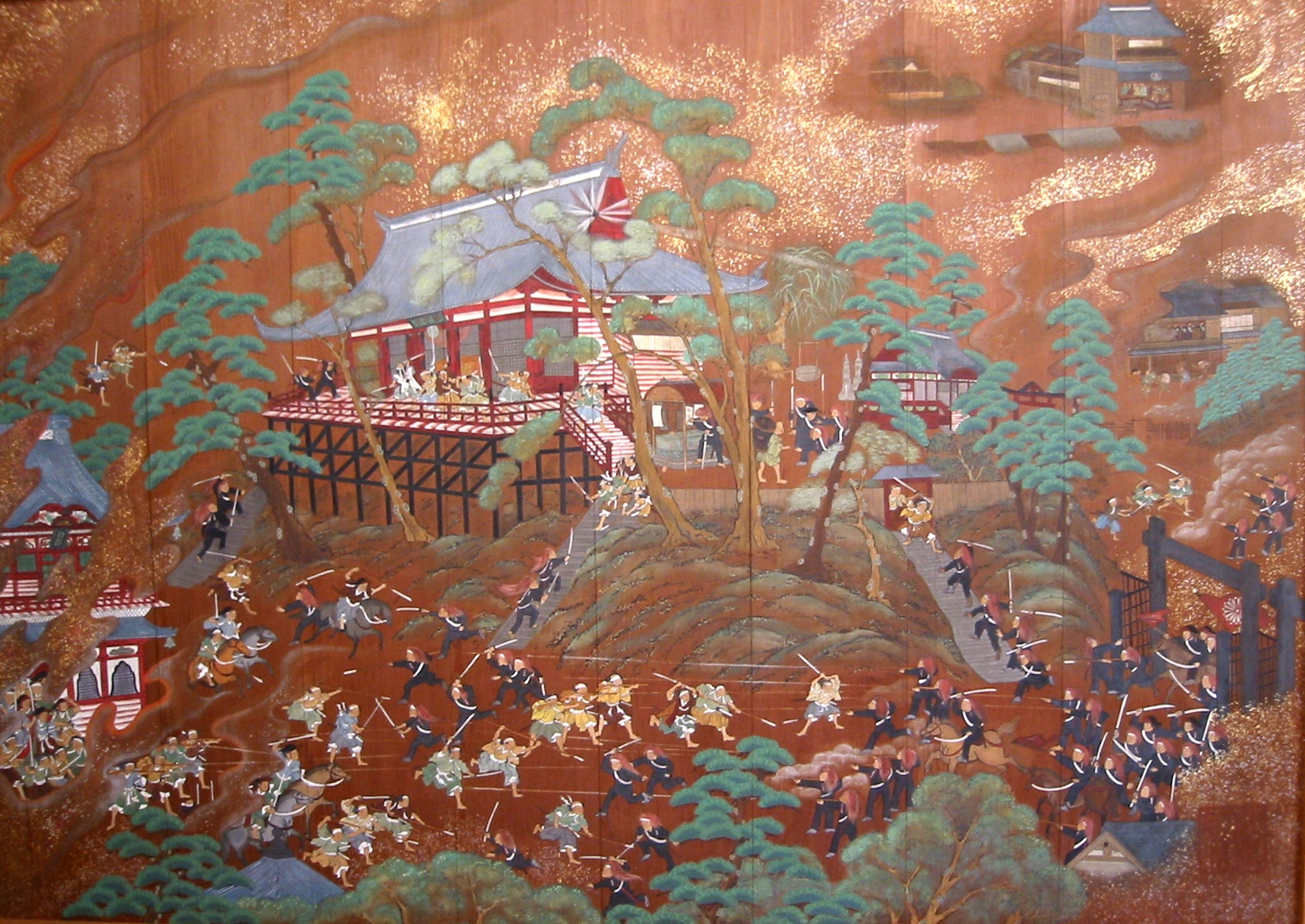
Obraz w świątyni Kan’ei-ji przedstawiający bitwę
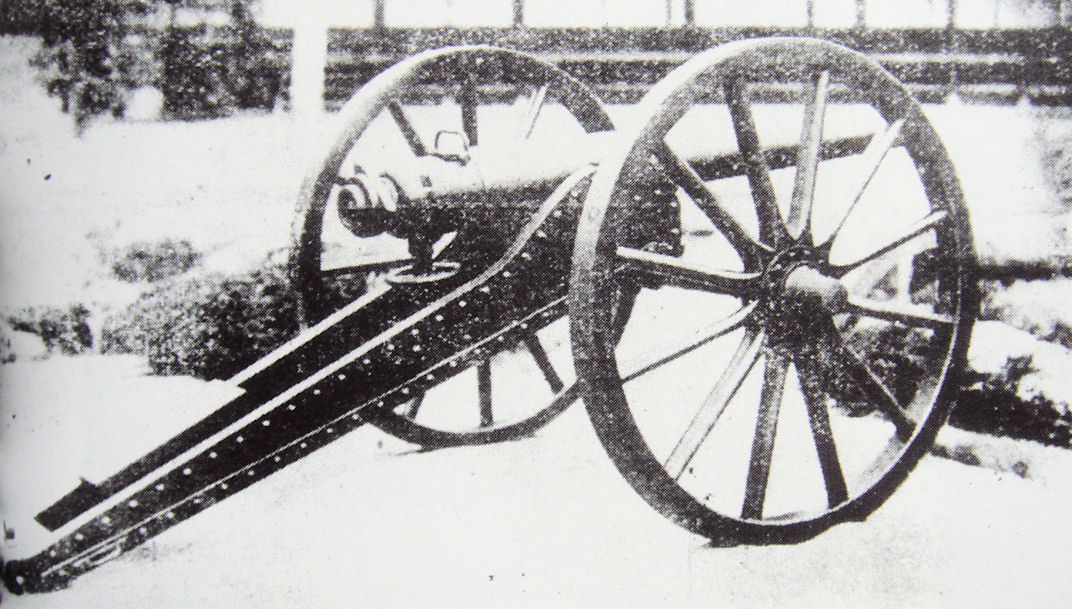
Haubica Armstronga używana przez siły domeny Saga
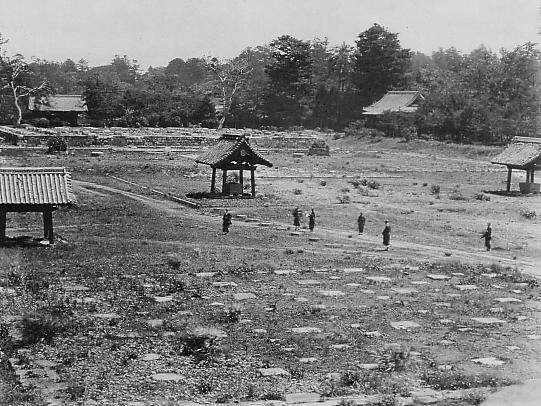
Po bitwie
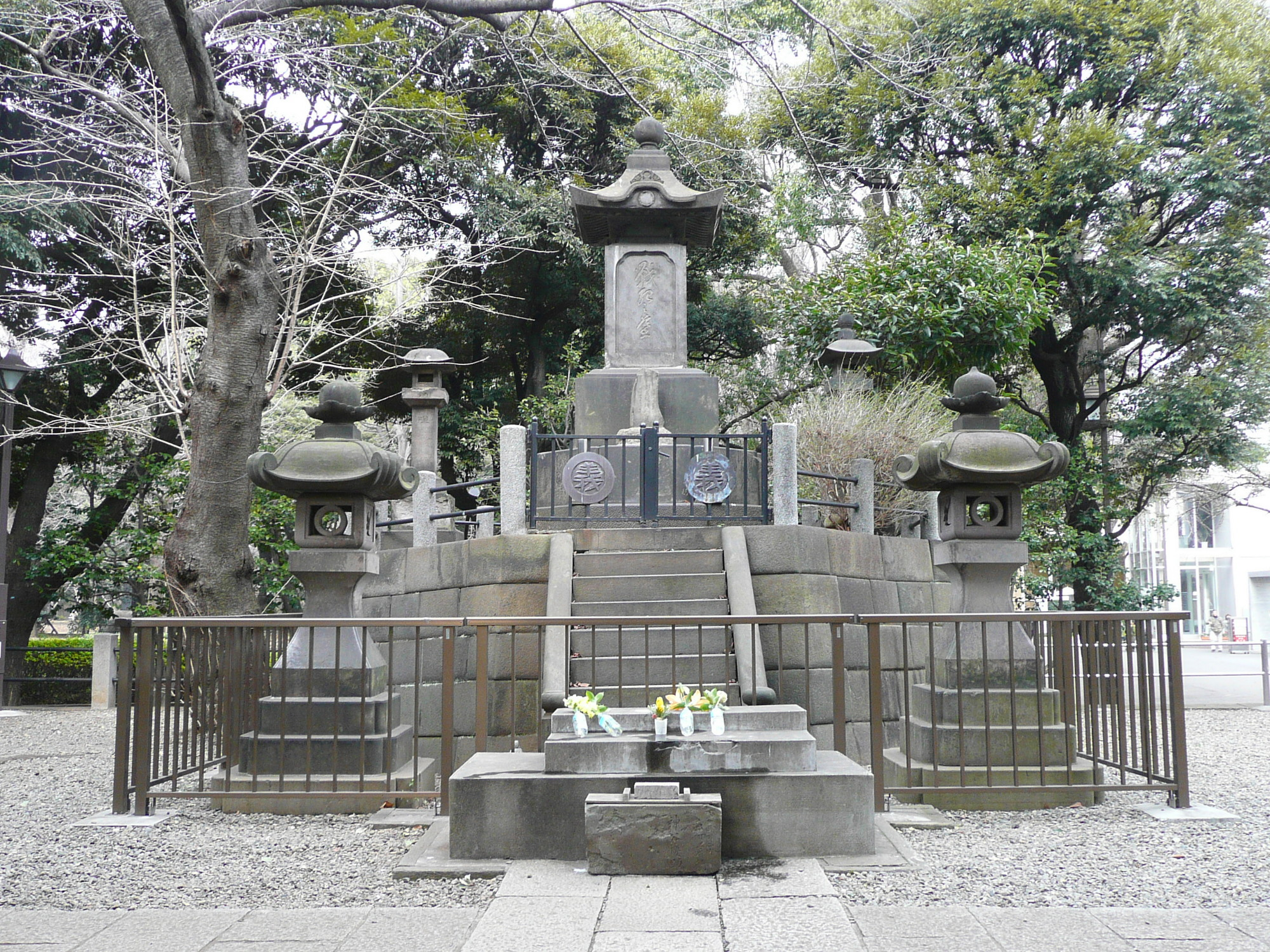
Nagrobek shōgitai w parku Ueno